# Leichtathletik-Weltmeisterschaften 2017/Teilnehmer (Bolivien)
| Gelbes Symbol für Goldmedaillen mit stilisierten Olympischen Ringen | Graues Symbol für Silbermedaillen mit stilisierten Olympischen Ringen | Braundes Symbol für Bronzemedaillen mit stilisierten Olympischen Ringen |
| ------------------------------------------------------------------- | --------------------------------------------------------------------- | ----------------------------------------------------------------------- |
| —                                                                   | —                                                                     | —                                                                       |

Von Bolivien wurden eine Athletin und ein Athlet für die Leichtathletik-Weltmeisterschaften 2017 in London nominiert.

## Ergebnisse

### Frauen

#### Laufdisziplinen
| Athletin      | Disziplin   | Vorlauf | Vorlauf | Halbfinale | Halbfinale | Finale       | Finale |
| Athletin      | Disziplin   | Zeit    | Platz   | Zeit       | Platz      | Zeit         | Platz  |
| ------------- | ----------- | ------- | ------- | ---------- | ---------- | ------------ | ------ |
| Ángela Castro | 20 km Gehen |         |         |            |            | 1:31:34 h SB | 23     |

### Männer

#### Laufdisziplinen
| Athlet       | Disziplin   | Vorlauf | Vorlauf | Halbfinale | Halbfinale | Finale       | Finale |
| Athlet       | Disziplin   | Zeit    | Platz   | Zeit       | Platz      | Zeit         | Platz  |
| ------------ | ----------- | ------- | ------- | ---------- | ---------- | ------------ | ------ |
| Ronal Quispe | 50 km Gehen |         |         |            |            | 4:08:22 h SB | 33     |